# Adja Ndeye Boury Ndiaye
Adja Ndèye Boury Ndiaye (née le 18 avril 1936) est une écrivaine sénégalaise. Son nom d'épouse est Gueye,.

## Biographie
Adja Ndèye Boury Ndiaye est née le 18 avril 1936 à Dakar, où elle a fréquenté l'école primaire et secondaire. Elle a enseigné à l'école primaire pendant un an, puis a poursuivi ses études à Besançon, France, suivie d'une année d'études d'infirmière pédiatrique à Paris. Elle a travaillé comme sage-femme pendant un certain temps. Outre le Sénégal et la France, elle a également vécu en Mauritanie et en Côte d'Ivoire et a effectué un pèlerinage à La Mecque et à Médine.
Son roman Collier de cheville, paru en 1983, a reçu une mention spéciale au Prix de la francophonie. Il a également reçu le Grand Prix de la Première Dame du Sénégal des Éditions L'Harmattan. Elle a également publié un livre jeunesse Diaxaï l'aigle et Niellé le moineau en 2003. L'une de ses histoires « La fiole » a remporté le Concours de la Meilleure Nouvelle de Langue Française de Radio France Internationale,.
Elle a été nommée Chevalière de l'ordre du Mérite du Sénégal en 2009.